# Petjo jezik
Petjo jezik (pecok, petjoh; ISO 639-3: pey), jezik koji se s rezervom klasificira u kreolske jezike temeljene na nizozemskom [nld] i pod utjecajem javanskog [jav] i betawija [bew]. 
Govorio se na indonezijskom otoku Java (Jakarta). O njemu je malo poznato. Živih govornika više izgleda nema, a postoji mišljenje da je možda bio pidžin ili miješani jezik.

## Vanjske poveznice
- Ethnologue (14th)
- Ethnologue (15th)